# Jacques Rancière
Jacques Rancière (n. 10 iunie 1940, Alger, Algeria franceză, Franța) este un filosof marxist francez, devenit cunoscut pentru lucrările sale de filosofie politică și estetică. Între 1968 și 2000 a predat la Universitatea din Paris – VIII (St. Denis).

## Viața și opera
Jacques Rancière s-a născut la Alger în 1940 și și-a făcut studiile la Paris, la Școala Normală Superioară, unde, alături de  Louis Althusser și E. Balibar, a fost coautor al cărții Lire le Capital [Citind Capitalul]. Angajamentul althusserian de la 25 de ani nu l-a împiedicat, după 1968, s-o ia pe căile care duc la propria operă, la interferența și distribuția intereselor sale între filosofia politică, chestiunile de estetică, teoria literaturii sau a filmului, pedagogia emancipării, o operă a cărei importanță e azi tot mai recunoscută. Între 1968 și 2000 a predat la Universitatea din Paris – VIII (St. Denis) estetică și filosofie politică. A fost de asemenea profesor invitat la mai multe universități americane și a colaborat cu diverse instituții artistice din Franța și din lume. A publicat, între altele: La Mésentente [Neînțelegerea] (1995), Aux bords du politique [La țărmurile politicului] (1998), La haine de la démocratie [Ura împotriva democrației] (2005), dar și La nuit des prolétaires [Noaptea proletarilor] (1981, 1997), Le philosophe et ses pauvres [Filosoful și săracii săi] (1983), Le Maître ignorant [Învățătorul neștiutor] (1987), Les noms de l’histoire [Numele istoriei] (1992) (teorie politică, democrație și epistemologia emancipării); Le partage du sensible [Împărtășirea sensibilului] (2000), L’inconscient esthétique [Inconștientul estetic] (2001), Le destin des images [Destinul imaginilor] (2003), Malaise dans l’esthétique [Nepriință în estetică] (2004) (teorie estetică); La parole muette [Cuvîntul mut] (1998), Politique de la littérature [Politica literaturii] (2007) (chestiuni ale literaturii). Între 1975 și 1983 a animat revista Les Révoltes logiques, activitate cuprinsă mai apoi în Les scenes du peuple [Scene ale poporului] (2003).
În anul 2011 a realizat filmul documentar Marx Reloaded, pentru postul franco-german Arte.

## Ediții în limba română
- Neînțelegerea. Politică și filosofie, trad. de Andreea Rațiu, Editura Idea, Cluj-Napoca, 2018.
- Ura împotriva democrației, trad. de Bogdan Ghiu, Editura Idea, Cluj-Napoca, 2012.
- Împărtășirea sensibilului: estetică și politică, trad. de Ciprian Mihali, Editura Idea, Cluj-Napoca, 2012.